# Helladotherium
Helladotherium — викопний рід сиватерінових жирафів з Європи, Африки та Азії в міоцені.
Було виявлено лише два види Helladotherium, причому H. grande більший за H. duvernoyi. Перший був знайдений лише в Пакистані.